# Discografia de Alejandro Sanz

## Estúdio
| Viviendo deprisa - Lançamento: 1991 - Vendas Espanholas: 800,000 - Vendas mundiais: 1 milhão - Singles: "Los Dos Cogidos de la Mano", "Pisando Fuerte", "Se Apagó la Luz", "Lo Que Fui es Lo Que Soy", "Viviendo Deprisa"                          |
| Si tú me miras - Lançamento: 1993 - Vendas Espanholas: 500,000 - Singles: "Si Tú Me Miras", "El Escaparate", "Mi Primera Canción", "Cómo te Hecho de Menos", "Este Pobre Mortal"                                                                   |
| 3 - Lançamento: 1995 - Vendas Espanholas: 800,000 - Singles: "La Fuerza del Corazón", "Mi Soledad y Yo", "Quiero Morir En Tu Veneno", "¿Lo Ves?", "Se Me Olvidó Todo Al Verte"                                                                     |
| Más - Released: 1997 - Vendas Espanholas: 2,200,000 - Vendas Argentinas: 250,000 - Vendas mundiais: 3.5 milhões - Singles: "Corazón Partío", "Amiga Mía", "Aquello Que me Distes", "Siempre es de Noche", "Y, ¿Si Fuera Ella?", "Si Hay Dios"      |
| El alma al aire - Lançamento: 2000 - Vendas Espanholas: 1,300,000 - Vendas Argentinas: 150,000 - Vendas mundiais: 2 milhões - Singles: "El Alma Al Aire", "Cuando Nadie Me Ve", "Quisiera Ser"                                                     |
| No es lo mismo - Lançamento: 2004 - Vendas Espanholas: 800,000 - Vendas Argentinas: 120,000 - Vendas mundiais: 1.25 milhões - Singles: "No es lo Mismo", "Regálame la Silla donde te Esperé", "Try to Save Your Song", "He Sido Tan Feliz Contigo" |
| El tren de los momentos - Lançamento: 2006 - Vendas Espanholas: 320,000 - Vendas Argentinas: 80,000 - Vendas mundiais: 500,000 aprox. - Singles: "A La Primera Persona", "Te lo Agradezco, Pero No" (featuring Shakira), "Enseñame Tus Manos"      |
| Paraíso Express - Lançamento: 2009 - Singles: "Loking for Paradise", "Desde Cuando", "Mi Peter Punk" e "Hice Llorar Hasta Los Angeles". |

## Álbuns ao vivo e compilações
| Básico - Lançamento1994 - Singles: "Si Tú Me Miras", "Viviendo Deprisa", "Qué No Te Daría Yo"                                        |
| Discografía Completa: Edición Especial Gira 98 - Lançamento: 1998                                                                    |
| MTV Unplugged - Lançamento: 2001 - Singles: "Y Sólo Se Me Ocurre Amarte", "Aprendiz", "Se Le Apagó La Luz", "Cómo Te Hecho de Menos" |
| Lo esencial de... Alejandro Sanz - Lançamento: 2001                                                                                  |
| Grandes Éxitos 1991–2004 - Lançamento: 2005 - Vendas Espanholas: 300,000                                                             |
| El tren de los momentos: En vivo desde Buenos Aires - Lançamento: 2007                                                               |

## Edições especiais
| El alma al aire - Lançamento: 2001 |
| No es lo mismo - Lançamemento: 2004 |
| El tren de los momentos - Lançamento: 2007 CD 1 - El tren de los momentos 1. Enséñame tus manos 2. A la primera persona 3. Te lo agradezco, pero no 4. Donde convergemos 5. En la planta de tus pies 6. La peleíta 7. Se lo dices tú 8. Se molestan 9. Te quiero y te temo 10. El tren de los momentos CD 2 - Más canciones y remezclas 1. Cariño a mares 2. Tiento 3. No lo digo por nada 4. No importa 5. A la primera persona (Chosen Few Remix) 6. Te lo agradezco, pero no (Luny Tunes and Tainy Remix) 7. Te lo agradezco, pero no (Benztown Mixdown) |

## Participação e colaborações
| Samba Pa' Ti - Un Tributo a Brasil - Lançamento: 2005 - Faixa: 07 - Alejandro Sanz - Sozinho |

## Videografia
- 1998 Tour Mas 98
- 1998 Sanz: Los Videos
- 2001 El Alma Al Aire: En Directo
- 2002  MTV Unpluged
- 2004 Gira No Es Lo Mismo
- 2005 Los Conciertos
- 2005 Grandes Exitos: Los Videos
- 2007 El tren de los momentos: En vivo desde Buenos Aires